# Ticino (Córdoba)
Ticino es una localidad situada en el departamento General San Martín, provincia de Córdoba, Argentina.
Está compuesta por 2615 habitantes (según el censo llevado a cabo en el año 2022) y se encuentra situada sobre la Ruta Provincial 6 (Córdoba), a 190 km de la Ciudad de Córdoba, aproximadamente.
La fiesta patronal se celebra el día 15 de agosto, en honor a la Virgen de la Asunción.

## Historia
La localidad de Ticino fue fundada en el año 1911 por un suizo, Juan Thiele y un italiano, Ricardo Simonini. El pueblo nació y creció sobre la base de la dinámica del ferrocarril, clásico asentamiento al lado de las vías. Se supone que el nombre Ticino fue elegido como representación del río Tesino y el cantón homónimo (Ticino en italiano) río que discurre por la Suiza meridional y el norte de Italia, el principal afluente por volumen de descarga del río Po.

## Economía
La principal actividad económica es la agricultura seguida por ganadería, siendo los principales cultivos la soja, el maíz y el maní.
Complementariamente a estas actividades, se encuentran ubicados en la localidad numerosos establecimientos agrícolas como tambos (ya que la producción láctea tiene relevancia en la economía local), plantas de silos, plantas de acopio de granos, etc.
Existen en la localidad el Dispensario Municipal "René Favaloro"; tres instituciones educativas: Jardín de Infantes "Arturo Capdevila", Escuela Primaria "Arturo Capdevila" e IPEM N.º 180 "Rafael Obligado"; un Destacamento Policial; un Cuartel de Bomberos Voluntarios y un Edificio Municipal en el que se efectúan gran parte de las funciones administrativas.
La Cooperativa de Electricidad y Servicios públicos es la se encarga de brindar servicios públicos, la electricidad, servicio de televisión por cable, internet, etc., en la localidad. 
Asimismo la Central Termoeléctrica Generación Ticino Biomasa (GTB), perteneciente a la empresa Lorenzati, Ruetsch y Cía S.A., ubicada en esta localidad cordobesa abastece de energía a unos 6500 hogares mediante el procesamiento de la cáscara del maní producido y procesado localmente. Eso les permitió mantenerse activos durante el apagón argentino de 2019, siendo Ticino la única localidad de todo el país que pudo reponer rápidamente el servicio.

## Clima
El clima es templado con estación seca, registrándose una temperatura media anual de 25 °C aproximadamente. En invierno se registran temperaturas inferiores a 0 y superiores a 35 en verano.
El régimen anual de precipitaciones es de aproximadamente 800 mm.